# Roxbury Drive
Roxbury Drive ist das erste Studioalbum der US-amerikanischen Schauspielerin und Sängerin Kat Graham. Es wurde am 25. September 2015 unter dem Label Sound Zoo Records veröffentlicht.

## Hintergrund
Graham ließ sich für den Sound ihres Albums und dessen Songtexte von den 1990er Jahren inspirieren. Sie beschrieb außerdem, dass jeder Song eine eigene Geschichte erzähle und das Album von einer bestimmten Person handle.

## Singleauskopplungen
Als erste Single des Albums erschien 1991 am 10. März 2015. Graham kündigte diese bei den Grammy Awards 2015 an. Das dazugehörige Musikvideo erschien am 15. März 2015 bei MTV.
Am 24. Juli 2015 erschien mit Secrets die zweite Single des Albums, dessen Musikvideo am 21. September 2015 folgte.

## Titelliste
| #   | Titel                  | Länge |
| --- | ---------------------- | ----- |
| 1.  | 1991                   | 3:15  |
| 2.  | Off                    | 3:31  |
| 3.  | Now                    | 3:15  |
| 4.  | One                    | 3:45  |
| 5.  | Run Away               | 4:10  |
| 6.  | Baby                   | 4:00  |
| 7.  | Secrets (mit Babyface) | 3:35  |
| 8.  | World Is Mine          | 3:21  |
| 9.  | Star F*cker            | 3:01  |
| 10. | Quit Ya                | 3:30  |
| 11. | Low                    | 3:23  |